# جژانژنگا
جژانژنگا (به لهستانی:  Dzierzążnia) یک روستا در لهستان است که در گمینا جژانژنگا واقع شده‌است.